# Geckoella jeyporensis
Geckoella jeyporensis là một loài thằn lằn trong họ Gekkonidae. Loài này được Beddome mô tả khoa học đầu tiên năm 1878.